# Tan Shaowen
Tan Shaowen (chinesisch 谭绍文; * 4. Juli 1929 in Xinjin, Chengdu, Sichuan; † 3. Februar 1993 in Tianjin) war ein chinesischer Politiker der Kommunistischen Partei Chinas (KPCh), der unter anderem zwischen 1989 und 1993 Sekretär des Parteikomitees  von Tianjin sowie von 1992 bis 1993 Mitglied des Politbüros der Kommunistischen Partei Chinas war.

## Leben
Tan Shaowen, der zum Han-Volk gehörte, begann nach dem Besuch der Grund- und weiterführenden Schule in Xinjin 1948 eine Ausbildung am Ming Yin-Kolleg für Textiltechnik in Chengdu sowie am Nordwest-Institut für Textilingenieurwesen, das er im September 1952 abschloss. Danach arbeitete er von 1953 bis 1958 als Techniker an einer staatlichen Baumwollspinnerei in Tianjin. Während dieser Zeit wurde er im Mai 1953 Mitglied des Kommunistischen Jugendverbandes Chinas (KJVC) sowie im Mai 1955 auch Mitglied der Kommunistischen Partei Chinas (KPCh). Im Anschluss fungierte er von 1958 bis zum Beginn der Kulturrevolution 1966 als Vizedirektor des Büros für akademische Angelegenheiten des Textilinstituts von Hebei. 1978 wurde Tan, von dem bis dahin keine Funktionen bekannt sind, Präsident der Technologischen Universität Hebei und bekleidete diese Funktion bis 1982. Zugleich war er zwischen 1978 und 1982 auch stellvertretender Sekretär des Parteikomitees der Technologischen Universität Hebei und fungierte daneben von August 1981 bis Mai 1982 als stellvertretender Direktor und stellvertretender Parteisekretär des Bildungsausschusses von Tianjin.
Im Mai 1982 wurde Tan Mitglied des Parteikomitees von Tianjin und war daraufhin zwischen Januar 1983 und September 1989 in Personalunion stellvertretender Sekretär des Parteikomitees von Tianjin sowie zugleich Vize-Vorsitzender des Stadtkomitees der Politischen Konsultativkonferenz des chinesischen Volkes (PKKCV) von Tianjin. Er war als stellvertretender Parteisekretär der Stadt verantwortlich für Bildung, Wissenschaft, Technologie und Propaganda sowie die Einheitsfront, ein strategisches Netzwerk von Gruppen und Schlüsselpersonen, die von der Kommunistischen Partei Chinas beeinflusst oder kontrolliert werden und zur Förderung ihrer Interessen eingesetzt werden.
Als Nachfolger von Li Ruihuan übernahm Tan Shaowen im Oktober 1989 schließlich selbst die Funktion als Sekretär des Parteikomitees  von Tianjin und hatte diese bis zu seinem Tode am 3. Februar 1993 inne, woraufhin Bürgermeister Nie Bichu diese zunächst kommissarisch übernahm, ehe Gao Dezhan im März 1993 die Nachfolge antrat. Auf dem XIV. Parteitag der KPCh (12. bis 19. Oktober 1992) wurde er außerdem Mitglied des Zentralkomitees (ZK) sowie Mitglied des Politbüros der Kommunistischen Partei Chinas und gehörte diesen beiden Führungsgremien ebenfalls bis zu seinem Tode am 3. Februar 1993 an.